# Tom Clancy’s Rainbow Six: Rogue Spear
Tom Clancy’s Rainbow Six: Rogue Spear — игра в жанре тактический 3D-шутер, разработанная и изданная компанией Red Storm Entertainment для Windows в 1999 году. Позже появились версии игры для Mac OS (2000), Dreamcast (2000), PlayStation (2001) и Game Boy Advance (2002).

## Сюжет
Игра рассказывает о противостоянии контртеррористического подразделения «Радуга» и Самеда Везирзаде, одного из «крестных отцов» нефтяной мафии Азербайджана. Серией, казалось бы несвязанных между собой терактов Самед Везирзад привлекает к себе внимание сотрудников «Радуги», которым удается раскрыть его заговор, основанный на применении ядерного оружия.
| Место действия          | Дата и время      | Название операции | Сюжет |
| ----------------------- | ----------------- | ----------------- | --- |
| США, Нью-Йорк           | 04.08.2001, 01:30 | Ключ Пандоры      | Египетские экстремисты захватили музей искусств в Нью-Йорке. Руководство отмечает, что проведение подобной операции не характерно для столь слабой организации. «Радуге» необходимо спасти заложников. |
| Япония                  | 09.09.2001, 03:00 | Арктический свет  | Японские террористы захватили нефтяной танкер «Petromech» и угрожают взорвать его. Оперативникам контртеррористического подразделения нужно предотвратить взрыв и спасти команду танкера. |
| Оман                    | 04.10.2001, 05:45 | Песчаный молот    | Террористы захватили водохранилище в Омане и хотят выпустить в воду токсин. Руководство «Радуги» полагает, что действиями террористов руководят извне, так как теракт не характерен для данной группировки. Применяемый террористами токсин предположительно российского производства.                                                            |
| Косово, Джяковица       | 24.10.2001, 19:15 | Потерянный гром   | Вертолет с представителями НАТО был сбит Сербской армией, а экипаж был взят в заложники. Оперативникам «Радуги» нужно спасти высокопоставленных лиц. |
| Бельгия, Брюссель       | 13.11.2001, 18:45 | Прекрасный меч    | Группа террористов со среднего востока захватила авиалайнер. Этот захват, а также нападение на музей искусств и водохранилище разведка связывает с именем Самед Везирзад. Связь удалось установить вследствие того, что Самед не заботится о том, чтобы заметать следы.                                                                           |
| Грузия                  | 19.11.2001, 02:30 | Кристальная арка  | Один из деловых партнеров Везирзаде раскрыл местоположение его дачи на Кавказе. Дача является местом встреч ключевых лиц террористической сети. Оперативники «Радуги» получают приказ установить прослушивающие устройства на даче. |
| Англия, Лондон          | 19.12.2001, 17:45 | Тихий удар        | Террористы захватили телестудию в Лондоне и в заложниках оказались несколько высокопоставленных лиц Франции, Испании и Нидерландов, которых необходимо освободить. |
| Россия, Санкт-Петербург | 14.01.2002, 23:30 | Дикий огонь       | Из данных, полученных с подслушивающих устройств, которые были установлены на даче Везирзаде, стало известно о предстоящей сделке террористов с российскими военными. «Радуга» получает задание остановить сделку. |
| Россия, Мурманск        | 21.01.2002, 00:30 | Алмазная грань    | Во время предыдущей операции было захвачено ядерное оружие, которое было похищено со склада в Мурманске. Правительство России, неуверенное в своих силах, просит взять склад под контроль, а начальника полковника Руденко захватить для допроса.                                                                                                 |
| Грузия                  | 02.02.2002, 06:15 | Серебряная змея   | Анонимный информатор сообщил о предстоящей встрече людей Везирзаде на его даче. «Радуга» получает задачу взять дачу штурмом. Также, после допроса полковника Руденко, становится известно о том, что он дважды продавал плутоний некоему Куткину.                                                                                                 |
| Россия, Смоленск        | 12.02.2002, 01:00 | Камень оракула    | Данные, полученные во время налета на дачу Везирзаде, говорят о том, что Куткин производит сборку ядерного оружия. Для получения дополнительных сведений необходимо установить прослушивание особняка Куткина. |
| Чехия, Прага            | 23.02.2002, 02:30 | Врата храма       | Террористы захватили оперный театр. Президент Чехии взят в заложники наряду с несколькими дипломатами. «Радуге» становится известно, что этот теракт является ответом Везирзаде на атаку его дачи. |
| Сибирь                  | 03.03.2002, 13:15 | Саргассы          | По информации, полученной с дачи Куткина, стало известно, что производство ядерного оружия расположено на заброшенной радарной базе под Светлогорском. Руководство решает провести операцию в два этапа, первым из которых будет уничтожение аппаратуры связи с внешним миром.                                                                    |
| Сибирь                  | 03.03.2002, 14:45 | Золото магов      | Второй этап операции — взятие базы под контроль. Одновременно с этим становится известно, что анонимным информатором «Радуги» являлся не кто иной, как Барсуков. Похоже, что руками «Радуги» он хотел убрать Максима Куткина. |
| Россия, Смоленск        | 19.03.2002, 18:30 | Ледяной свет      | Сьюзан Холт и Лукъян Барсуков были похищены людьми Куткина и доставлены на его дачу. По информации, полученной с радарной базы, стало известно, что у Куткина в наличии имеются два взрывных устройства. |
| Россия, Москва          | 22.03.2002, 23:30 | Хватка героя      | Освобожденный Барсуков рассказал, что Куткин собирается лично доставить взрывные устройства Везирзаде. Сделка будет происходить на одном из московских вокзалов. Оперативникам «Радуги» необходимо совершить налет на место встречи и предотвратить обмен.                                                                                        |
| Азербайджан             | 24.03.2002, 05:45 | Чёрная лошадь     | Во время допроса один из захваченных людей Везирзаде раскрыл местоположение его опорного пункта. «Радуга» получает задание штурмовать крепость и покончить с террористической организацией. |
| Украина, Черкассы       | 27.03.2002, 02:00 | Нулевой гамбит    | Выяснилось, что Куткин не погиб во время перестрелки на московском вокзале. Труп, якобы принадлежавший ему, оказался телом одного из его подчиненных. Он и его люди захватили атомную электростанцию в Черкасской области. Они угрожают выключить систему охлаждения, инициировав разрушение реактора. «Радуге» нужно взять реактор под контроль. |

## Критика
| Сводный рейтинг       | Сводный рейтинг | Сводный рейтинг | Сводный рейтинг |
| Издание               | Оценка          | Оценка          | Оценка          |
| Издание               | Dreamcast       | GBA             | PC              |
| --------------------- | --------------- | --------------- | --------------- |
| GameRankings          | 72,62 %         | 75,77 %         | 85,97 %         |
| Иноязычные издания    |                 |                 |                 |
| Издание               | Оценка          | Оценка          | Оценка          |
| Издание               | Dreamcast       | GBA             | PC              |
| GameSpot              |                 |                 | 8,0             |
| IGN                   |                 |                 | 9,2             |
| Русскоязычные издания |                 |                 |                 |
| Издание               | Оценка          | Оценка          | Оценка          |
| Издание               | Dreamcast       | GBA             | PC              |
| Absolute Games        |                 |                 | 70 %            |
| PlayGround.ru         |                 |                 | 9,5             |